# Japanagromyza eucalypti
Japanagromyza eucalypti är en tvåvingeart som beskrevs av Spencer 1962. Japanagromyza eucalypti ingår i släktet Japanagromyza och familjen minerarflugor. Inga underarter finns listade i Catalogue of Life.